# Cantonul Villandraut
Cantonul Villandraut este un canton din arondismentul Langon, departamentul Gironde, regiunea Aquitania, Franța.

## Comune
- Bourideys
- Cazalis
- Lucmau
- Noaillan
- Pompéjac
- Préchac
- Uzeste
- Villandraut (reședință)